# Jean Anthoine Martinet
Johannes Antonius Martinet (1694-1739) was predikant in Deurne van 1717 tot 1735. Hij was de vader van de beroemde Jan Floris Martinet.
Martinet werd op 26 januari 1694 geboren te Leiden als zoon van Jean Martinet (20 maart 1658 - ?) en Maria Caterinne Boucher. Hij huwde op 16 december 1726 in de nederduits-gereformeerde kerk te Lage Mierde met Pieternelle van der Horst ('s-Hertogenbosch, 22 mei 1691 - ca 1760). 